# Давидталер

Давидталер

Давидталер (нем. David-Taler), псаломный пфенниг (нем. Psalmenpfennig) — название школьной медали ряда швейцарских кантонов (преимущественно Берна) с изображением коленопреклонённого библейского царя Давида с арфой. Впервые были отчеканены в 1659, а в последний раз — в 1797 году. В условиях, когда денежные единицы соответствовали тому или иному количеству благородного металла, серебряные давидталеры весом в 18 г. стоили 80 крейцеров или 20 батценов.
Реверс бернских давидталеров содержат утверждение «GOTTSFORCHT/UND FLEISS/BRINGT NUTZ/UND PREISS» («Страх перед Богом и усердие приносят прибыль и вознаграждение»).